# Archäologisches Museum Amfipoli

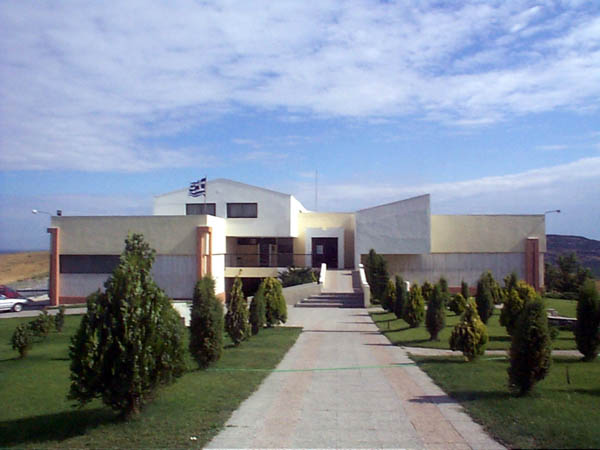
Archäologisches Museum von Amfipoli

Im Archäologischen Museum von Amfipoli (griechisch Αρχαιολογικό Μουσείο Αμφίπολης Archeologikó Mousío Amfípolis auch Αρχαιολογικό Μουσείο Αμφιπόλεως Archeologikó Mousío Amfipóleos) werden Fundstücke aus dem antiken Amphipolis und Umgebung ausgestellt.

## Lage
Das antike Amphipolis liegt rund 80 Kilometer östlich von Thessaloniki an der Europastraße 90 (E 90). Das Museum liegt rund 600 m nördlich der Akropolis direkt am Ortseingang des modernen Ortes Amfipoli.

## Gebäude
Der Bau des Museums erstreckte sich über die Jahre 1984 bis 1995. Es wurde in zweigeschossiger Bauweise ausgeführt und ist in mehrere Bereiche unterteilt. Neben den Ausstellungsräumen gibt es unter anderem Büroräume, einen Konferenzraum und ein Lager. Ausgestellt werden Fundstücke aus dem Bereich des antiken Amphipolis und seiner Umgebung; gefunden wurden die Artefakte in Heiligtümern, Siedlungen und Grabstätten.

## Ordnung der Funde

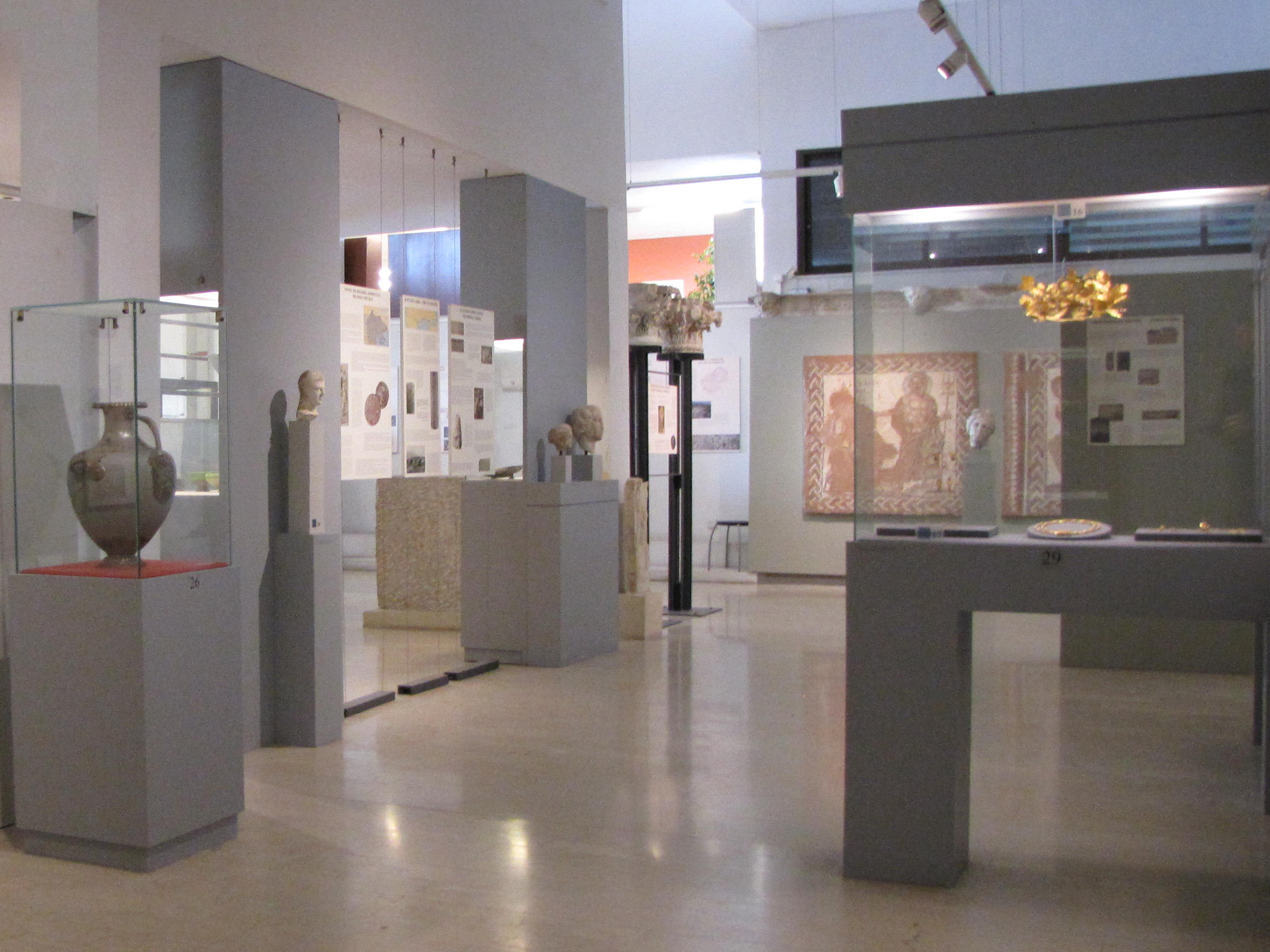
Erdgeschoss

### Erdgeschoss
- Temporäre Ausstellungen
- Informationen über das Denkmal des Löwen von Amphipolis und Bilddokumente der Ausgrabungen und der Restaurierung.

### Untergeschoss
- Prähistorisches Zeitalter
- Frühe historische Periode
- Klassische und hellenistische Zeit
- Die Heiligtümer
- Öffentliches und privates Leben
- Grabstätten
- Die frühe christliche Periode
- Die byzantinische Periode

### Obergeschoss
- Die Geschichte von Amphipolis

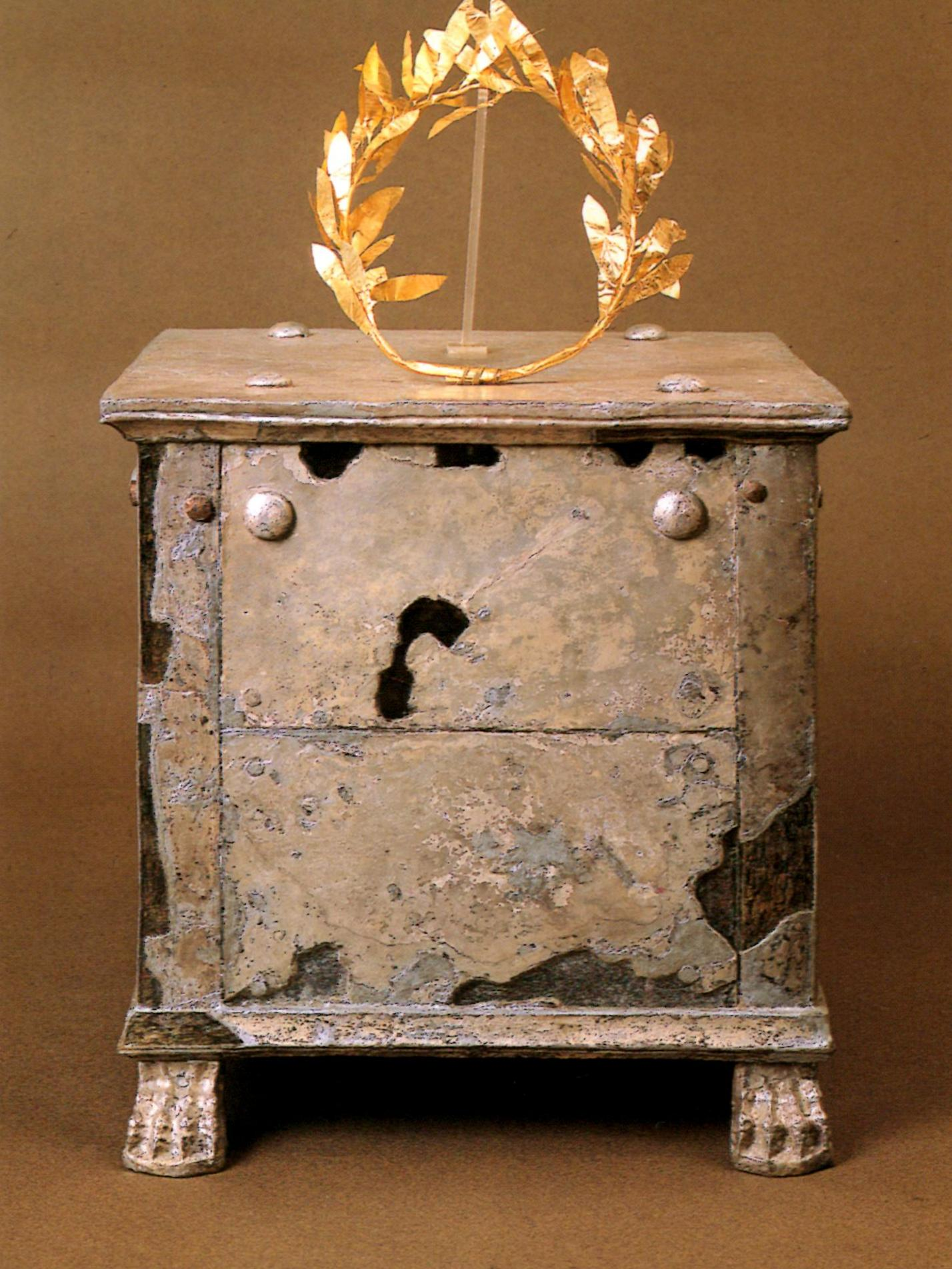
Silberne Urne und goldener Kranz des Generals Brasidas

- Die Geschichte der Kolonisation der Umgebung des Strymon
- Die Geschichte der benachbarten Orte wie Argilos, Eion und Brea
- Die Entwicklung des makedonischen Königreichs und einiger seiner Könige

## Bedeutende Exponate
- Figuren aus der prähistorischen Zeit
- Goldschmuck aus dem Kasta Grab
- Tönerne Büste einer weiblichen Gottheit, gefunden in einem Grab aus der hellenistischen Zeit
- Die Stele, in die das Ephebische Gesetz gemeißelt wurde
- Ein silbernes Gefäß und ein goldener Zweig aus Olivenblättern
- Ein goldener Kranz (Grabbeigabe aus dem 4. Jahrhundert v. Chr.)
- Ein Haupt der Aphrodite (Römische Nachbildung)
- Kapitell aus der Basilika C von Amphipolis
- Eine Goldmünze des Justinian (byzantinische Epoche 527 bis 565 n. Chr.)
- Goldmünze (Stater) von Alexander dem Großen

### Das makedonische Münzwesen

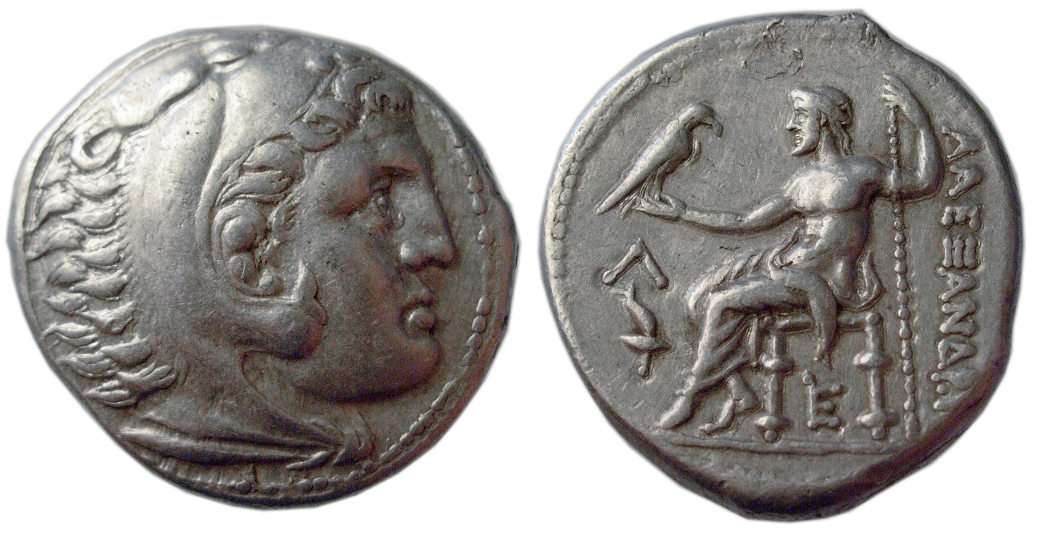
Alexander Tetradrachme Amphipolis

Bedingt durch Edelmetall-Minen auf der Halbinsel Chalkidiki und dem Pangaion-Gebirge waren genügend Rohstoffe zur Münzprägung verfügbar. In der ersten Hälfte des 5. Jahrhunderts v. Chr. führte Alexander I. das Münzwesen im Makedonischen Königreich ein. Durch die Ausweitung seines Königreichs nach Osten brachte Alexander I. weitere Minen, in der Umgebung von Philippi gelegen, unter seine Kontrolle. Der Ertrag allein aus diesen Minen wurde auf ein Talent Silber (ca. 26 kg) pro Tag beziffert. Je nach ausreichender Verfügbarkeit des Rohstoffs Silber wurden die Münzen entweder aus reinem Silber oder aus einer Silberlegierung unter Beimischung anderer Metalle hergestellt. Ab dem 5. Jahrhundert v. Chr. existierten zwei Währungen parallel. Schwerere und wertvollere Münzen für den Außenhandel und kleinere, geringeren Wertes, für Zahlungen innerhalb Makedoniens. Gegen Ende des 5. Jahrhunderts wurden die kleineren Silberlinge nach und nach durch Bronzemünzen ersetzt. Philipp II. dehnte den makedonischen Staat weiter aus und gewann so die Kontrolle über weitere Minen. Neben der Prägeanstalt in Pella wurde eine weitere in Amphipolis errichtet. Ab dieser Zeit wurden auch Goldmünzen nach dem attischen Standard (siehe Attisches Talent), der von Philipp II. eingeführt wurde, hergestellt.